# Каталитическая грелка

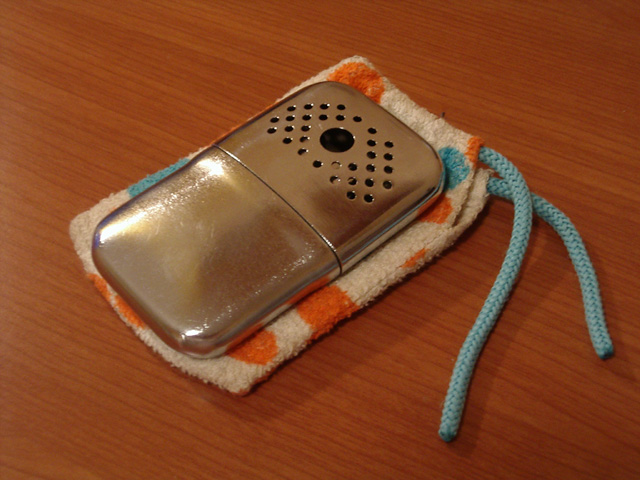
Грелка каталитическая ГК-1. В собраном виде

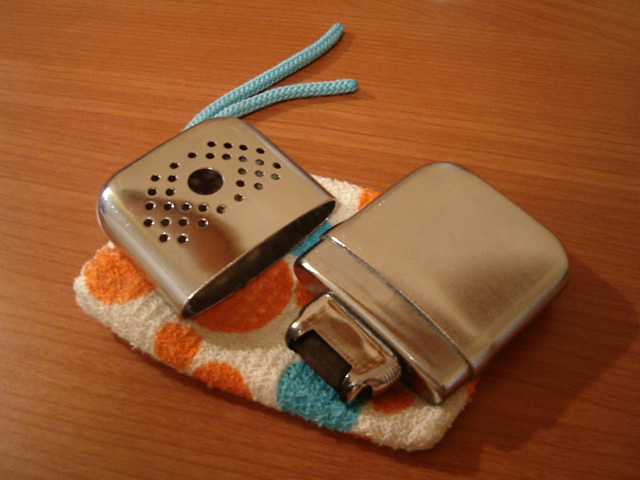
Грелка каталитическая ГК-1. Со снятой крышкой. Виден каталитический патрон

Грелка каталитическая — химическая грелка, предназначенная для индивидуального согревания человека за счёт беспламенного окисления паров бензина высокой очистки, например, Нефрас С2 80/120  или спирта 95—97%  в присутствии катализатора. Часто каталитической грелкой неверно называют инфракрасный обогреватель.

## История
Во время первой мировой войны в окопах мерзли миллионы солдат, и за четыре военных года изобретатели США, Японии и Англии запатентовали несколько вариантов карманных жидкостных грелок. Принцип их действия был прост: каталитическое беспламенное окисление спирта или бензина. Катализатором во всех случаях служила платина. Японская грелка выглядела как портсигар, внутри которого были резервуар, набитый ватой и платиновая прокладка. В корпусе были просверлены отверстия для подачи воздуха к катализатору и отвода газообразных продуктов горения. Для запуска грелки в резервуар заливался спирт, который впитывался в вату. Затем катализатор прогревали пламенем спички, и начиналась каталитическая реакция.
В настоящее время достаточное распространение получили грелки для индивидуального обогрева человека в туристическом походе, на рыбалке, охоте, в условиях, связанных с работой на улице, на зимних видах спорта и так далее. Советской промышленностью выпускалась грелка бензиновая каталитическая ГК-1, которая при полной заправке могла вырабатывать тепло в течение 8—14 часов с температурой до 60 °C, то есть на уровне болевого порога.

## Устройство и принцип работы
Грелка состоит из резервуара, заполненного ватой, насадки с сетчатым патроном, в котором помещен катализатор, и крышки с вентиляционными отверстиями.
Принцип работы грелки основан на выделении тепла при беспламенном окислении паров бензина в присутствии катализатора. Пары бензина из резервуара проходят через каталитический патрон, где окисляются кислородом воздуха (сгорают без пламени) на поверхности разогретого катализатора. Продукты окисления выходят в вентиляционные отверстия крышки. Одновременно через вентиляционные отверстия крышки к поверхности катализатора поступает воздух, содержащий кислород. Каталитическая сетка (катализатор) имеет вид фитиля и находится внутри стального сетчатого патрона, сделана из платины — это самая важная деталь грелки. Для запуска сетку в каталитическом патроне прогревают в течение 10—15 секунд, используя пламя, не дающее копоти (например, зажигалку).
Топливо для грелки — бензины высшей степени очистки. Хорошо подходит для этих целей бензин для зажигалок или некоторые сорта нефрасов: C2-80/120 («Калоша») или С3-80/120. Использование других видов топлива может привести к быстрой порче каталитический сетки (явление называется «отравление катализатора»), что скажется на её эффективности. Повысить эффективность засорившегося катализатора зачастую можно путём прокаливания сетчатого патрона с катализатором внутри на некоптящем (газовом) пламени или в муфельной печи.
Использование индивидуальных каталитических грелок в закрытых помещениях может быть опасно для здоровья, так как продукты окисления бензина токсичны.